# Анту
Анту или Антум, — богиня неба в шумеро-аккадской мифологии, первая жена Ану.

## Происхождение
Ану возвёл Анту в божественный ранг и сделал своей супругой. От него она родила Ануннаки, 7 демонов Асакки и Утукку.

## Культ
Богине поклонялись с 2000 года до н. э., хотя её культ уходит в доисторические времена. До II века до нашей эры она была покровительницей праздника акиту. Впоследствии её исключительный статус, возможно, был приравнен к статусу греческой богини Геры. Вытеснена Иштар (Инанной), также, вероятно, являвшейся дочерью Ану и Анту. Идентична Анат.